# تأسيس (أعمال تجارية)
التاسيس: هي عبارة عن إنشاء شركة جديدة في السوق، وقد تكون المنشأة عادة على عدة أشكال:
1- شركات أعمال.
2- منظمات غير ربحية.
3- أندية رياضية. 
4-مؤسسات حكومية.  

## المفهوم القانوني العالمي للتأسيس المنشآت
ان المفهوم القانوني لتأسيس المنشآت معترف بها في جميع دول العالم. 
في الولايات المتحدة الأمريكية
  تختلف المتطلبات الخاصة لتأسيس المنشآت في الولايات المتحدة الأمريكية عن الدول الأخرى، ومع ذلك هناك بعض المعلومات التي يجب وجودها في شهادة التاسيس المنشأة مثل: 
1- هدف المنشأة.                            6-مدراء الإدارة العامة.
2- اسم الشركة.                              7-الأسهم الممتازة. 
3- وكالة مسجلة.                            8- الموظفين (من حيث العدد). 
4- القيمة الاسمية للسهم.               9-عنوان قانوني واضح للشركة اوالمؤسسة. 
5- عدد الأسهم المصرح بها.
شهادة التاسيس عادة ما تصف الهدف التجاري من المنشأة، من حيث مهامها في تقديم سلعة أو منتج أو تزويد خدمة، وقد يكون الغرض من التاسيس هدف عام. يجب ان تستمد الشركة التجارية اسمها من غايتها، وينصح بالبحث الأولي عن توفر أو وجود اسم تجاري مماثل قبل تقديمه لعقد التاسيس، وفي حال التاسيس عبر الإنترنت سيكون لدوله الحق بقبول أو رفض الاسم التجاري للشركة، ويجب ان لا يخدع الاسم التجاري المستهلكين أو يضللهم.

## شهادة التسجيل
عادة ما تشير إلى قيمة الأسهم في حدودها الدنيا المعلنة عنها، وعمومًا لا يتوافق مع القيمة الفعلية للسهم، في الواقع تستند قيمة السهم على القيمة السوقية العادلة أو المبلغ الذي يرغب المشتري دفعه مقابل شراء السهم. حيث تنص شهادة التسجيل على العدد الدقيق للاسهم التي ترغب الشركة اكتتابها في السوق، ومن الضروري ان يكون لدى كل شركة مخزون من الأسهم. 
بشكل عام تتوفر لدى الأسهم الممتازة ميزة للمساهمين من حيث، مدفوعات تفضيلية لتوزيعات الأرباح السنوية للمنشأة، وتوزيعات الأصول في حالة قيام الشركة بايقاف عملياتها.

## المزايا القانونية
هناك عدد من الفوائد القانونية التي تأتي من التاسيس، إحدى الفوائد القانونية الهامة هي حماية الأصول الشخصية ضد مطالبات الدائنين والدعاوى القضائية.
يتحمل المساهمين (مالكين الأسهم) المسؤولية الشخصية والجماعية عن جميع الالتزامات القانونية للأعمال التجارية للمنشأة بمقدار حصة المساهمين من الاسهم في الشركة، ومن هذه الالتزامات القانونية:
1-القروض.    2-الحسابات الدائنة.       3- الأحكام القانونية. 
يجب ان تكون المسؤولية محدودة اتجاه الشركة،(بمقدار المبلغ المستثمر) على سبيل المثال إذا اشترى أحد المساهمين 100دولار من الاسهم فلا يمكن فقد أكثر من 100دولار، من ناحية أخرى قد تملك الشركة ذات المسؤولية المحدودة اصولا مثل العقارات، سيارات، قوارب، إذا كان أحد المساهمين في الشركة متورط بدعوى قضائية أو افلاس شخصيا، فيتم حماية هذه الأصول قانونيا بحيث لا يمكن لدائن المساهم في شركة ذات المسؤولية المحدودة الاستيلاء على أصول الشركة، مع ذلك يمكن للدائن الاستيلاء على ملكية الاسهم في الشركة لانها تعتبر أصول شخصية.
في الولايات المتحدة الأمريكية تقدم بعض الأحيان مزايا للشركات مثل:
1-فرض الضرائب على الشركات بمعدل اقل من الأفراد. 
2- يمكن للشركات
امتلاك اسهم في الشركات الأخرى والحصول على أرباح الشركات وتكون معفاة من الضريبة بنسبة 80٪. 
3- لا توجد حدود لمقدار الخسائر التي قد تتحملها الشركة للسنوات الضريبية اللاحقة. 
4- الملكية الفردية من ناحية أخرى لا يمكن ان تطالب بخسارة في راس المال أكثر من 3000 دولار أمريكي مالم يكن آمالك يوازن مكاسب راس المال. 

## التاريخ القانوني للتأسيس المنشآت في الولايات المتحدة الأمريكية
تطور الرأي القانوني بشأن الشركات بشكل كبير عبر التاريخ، وتوفر قضايا في
المحكمة العليا وسيلة لمراقبة هذا التطور، في حين ان هذه الحالات قد تبدو تعسفية وغير منسقة عند فحصها بشكل فردي، وعندما ينظر اليها على التوالي وضمن السياق التاريخي،  تظهر رواية تقدم تفسير لماذا يتم تاييد مثل هذه الآراء.

## الخطوات المطلوبة للتأسيس
عقد التاسيس يسمى أيضا (بالميثاق، شهادة التاسيس، براءة الاختراع) يتم ايداعها لدى المكتب المسؤول عن عقود التاسيس في الدولة، مع ذكر الغرض من الشركة ومكان عملها الرئيسي وعدد ونوع السهم.  وتكون رسوم التسجيل المستحقة تتراوح ما بين 25$ -1000$. 
يتكون اسم الشركة بشكل عام من ثلاثة اجزاء:
1-العنصر المميز. 
2-العنصر الوصفي. 
3- العنصر القانوني. 
يجب ان يكون لجميع الشركات عنصر مميز، في معظم الاختصاصات القضائية نهاية قانونية لأسمائها مثل Tiger Computer Inc .
كلمة  Tiger العنصر المميز
كلمة Computer العنصر الوصفي 
كلمة Inc العنصر القانوني.

## تحصيل الضرائب
يمكن للشركات خصم صافي الخسائر التشغيلية التي تعود إلى عامين وعشرين سنة مقبلة.

## الإبلاغ بعد التاسيس
إذا افترضنا ان الشركة لم تبع الأسهم للجمهور، فان إجراء أعمال الشركة يكون  امر مباشر، في الكثير من الأحيان يكون  بمثابة تسجيل قرارات الشركة الرئيسية، على سبيل مثال (اقتراض المال أو شراء العقارات  أو عقد  الاجتماع السنوي)، وغالبا ما يتم استبدال هذه الشكليات باتفاقية مكتوبة ولا تحتاج عامة إلى اجتماع وجها لوجه.